# Michele Di Ruberto
Michele Di Ruberto (Pietramontecorvino, 28 de agosto de 1934 – Roma, 26 de abril de 2025) foi um arcebispo emérito da Cúria da Igreja Católica Romana.
Michele Di Ruberto recebeu o Sacramento da Ordem em 29 de setembro de 1957. Estudou na Pontifícia Universidade Lateranense e na Universidade de Nápoles.
Em 1969, Di Ruberto tornou-se colaborador da Congregação para as Causas dos Santos. Em 1984 tornou-se responsável por verificar os milagres dos candidatos à santidade. Em 1993, o Papa João Paulo II o nomeou subsecretário da Congregação para as Causas dos Santos.
Em 5 de maio de 2007, o Papa Bento XVI nomeou Di Ruberto Secretário da Congregação para as Causas dos Santos e Arcebispo Titular de Biccari. O Cardeal Secretário de Estado Tarcisio Bertone deu-lhe a consagração episcopal em 30 de junho do mesmo ano.
Em 29 de dezembro de 2010, Bento XVI aceitou a renúncia de Di Ruberto ao cargo de secretário da Congregação para as Causas dos Santos por motivos de idade.

## Morte
Roberto morreu no dia 26 de abril de 2025, aos 90 anos em Roma, Itália.